# Telecommunicatie

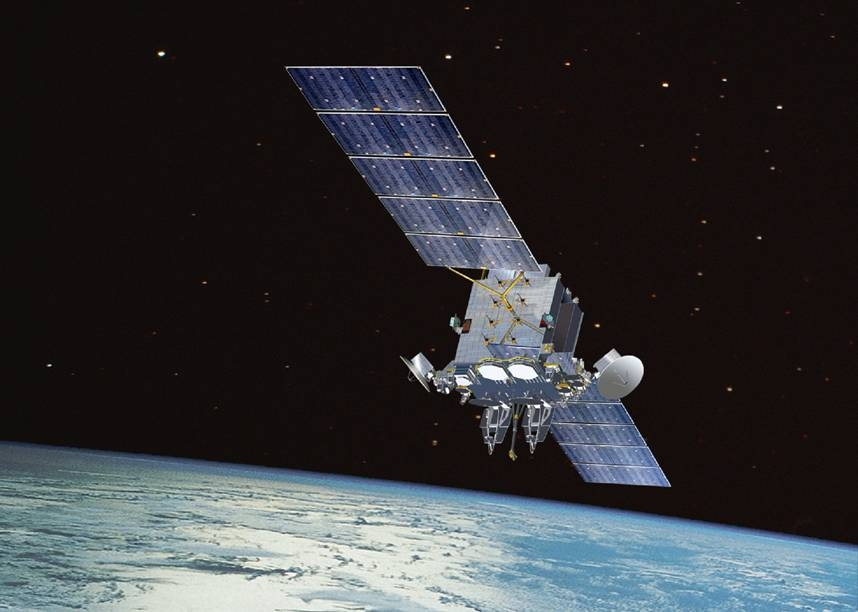
Een communicatiesatelliet. Hiermee is telefonie- en dataverkeer tussen verschillende continenten mogelijk.

Telecommunicatie (samenstelling uit het Griekse τηλε ofwel tèle = ver en het Latijnse communicare = mededelen) is het overbrengen van informatie van de ene plek naar een andere zonder dat iets of iemand zich fysiek daarnaartoe verplaatst.

## Technieken

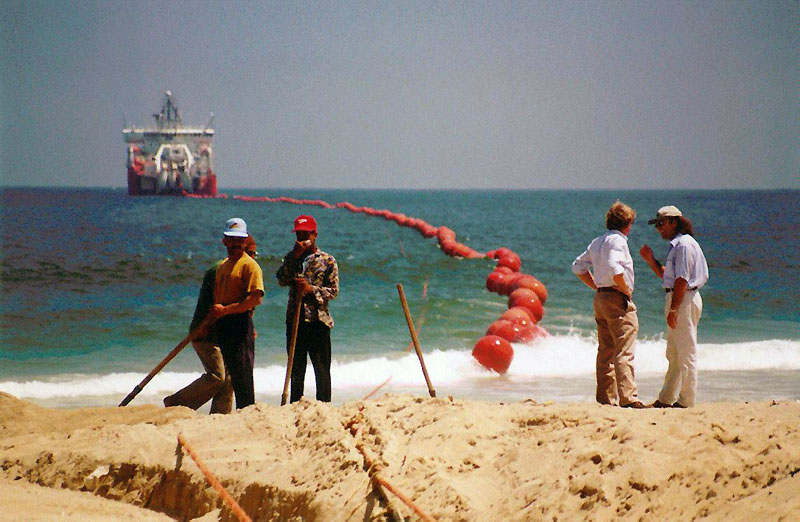
Ook onderzeese kabels kunnen deze functie vervullen. Hier komt een communicatiekabel aan land.

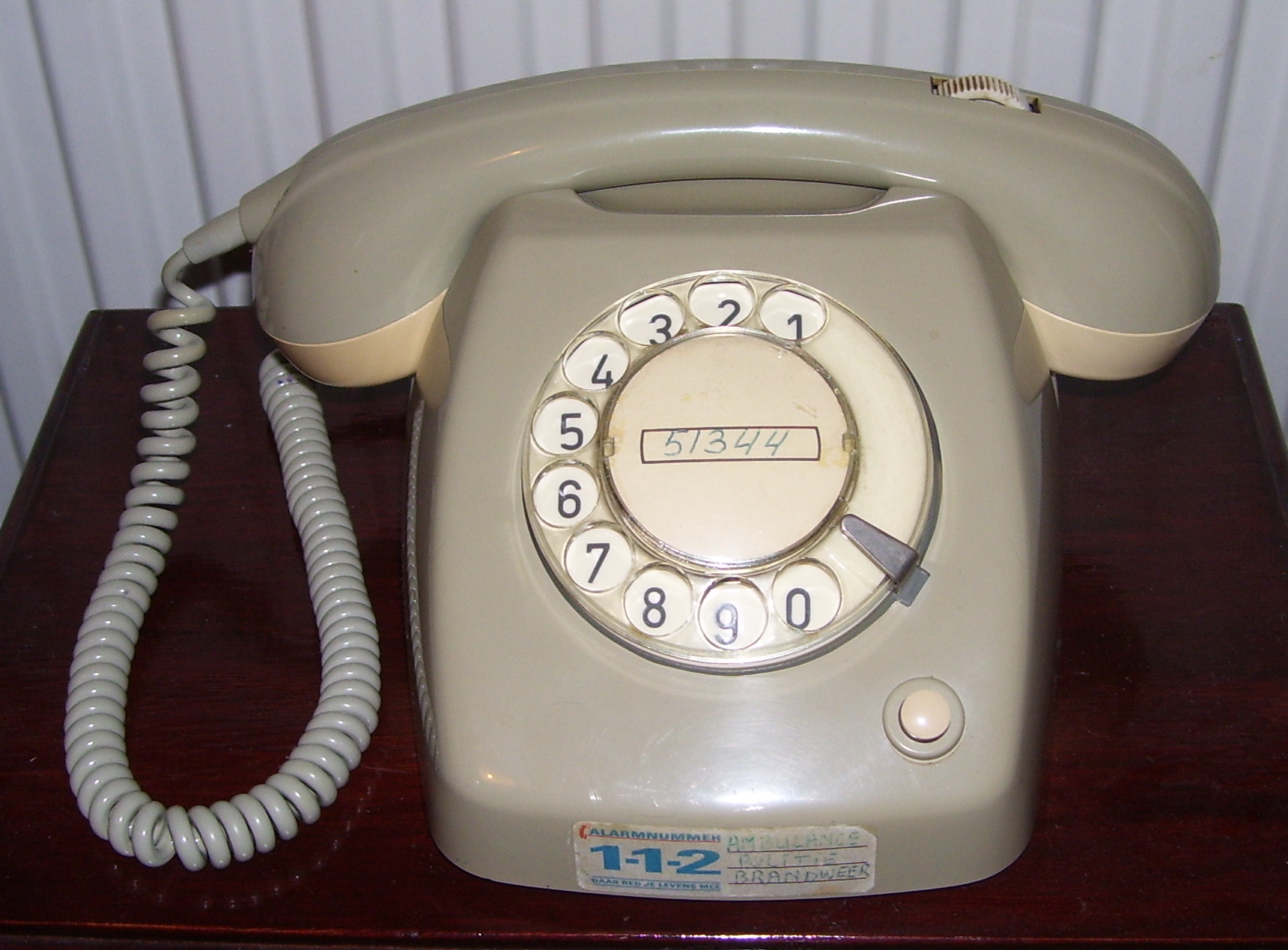
De T65, jarenlang de 'standaard'-telefoon van de PTT in Nederland.

Moderne vormen van telecommunicatie zijn: (mobiele) telefoon, radio, televisie en internet. Een oudere vorm is telegrafie. Experimenten om te communiceren op afstand zijn zeer oud (vuur, rooksignalen, heliograaf, de optisch-mechanische telegrafie ontwikkeld door Claude Chappe in Frankrijk vanaf 1793 enz.).
De overdracht van informatie vindt via elektromagnetische weg plaats, bijvoorbeeld in kabels (elektrische signalen), glasvezel (licht) of met radiogolven door 'de ether'. Door koppeling met randapparatuur, multiplexers en schakelapparatuur (bijvoorbeeld een telefooncentrale of een IP-router of een ATM-switch) ontstaan telecommunicatienetwerken waarop grote aantallen gebruikers kunnen worden aangesloten, en waarmee de gewenste Quality of Service kan worden gerealiseerd.

## Markt, regulering en toezicht in Nederland en België
In Europa, en daarmee ook in Nederland en België, is de markt voor telecommunicatie vanaf eind jaren 1980 steeds verder geliberaliseerd (zie Europees telecommunicatierecht).
Waar telegrafie, telefonie, en openbare radio en televisie tot die tijd veelal als een overheidstaak werden beschouwd, kwam er mede op grond van Europees beleid steeds meer ruimte voor particuliere aanbieders op de markt. Openbare telegrafie en telefonie waren in Nederland aanvankelijk in handen van het staatsbedrijf PTT, in België van de RTT. Radio- en televisieomroep werden uitsluitend verzorgd door organisaties die ofwel direct van de overheid uitgingen ofwel binnen strikte wettelijke kaders opereerden (op landelijk niveau waren dat in Nederland omroepverenigingen en de stichting NOS, in België de BRT en RTBF). In Nederland was de PTT ook verantwoordelijk voor het toezicht op 'de ether' (onder meer de bestrijding van radiopiraterij).
In 1989 kwamen in Nederland en België de eerste legale commerciële zenders: VTM in Vlaanderen en RTL Véronique in Nederland (die laatste aanvankelijk met een Luxemburgse zendmachtiging via een U-bochtconstructie). Mobiele telefonie werd halverwege de jaren 1990 geliberaliseerd. In Nederland kwam Libertel als tweede aanbieder op de markt naast KPN (de voormalige PTT).
Met het vrijgeven van de telefoniemarkt kwam er ook behoefte aan onafhankelijke toezichthouders. Het toezicht op de elektronische communicatie wordt België toevertrouwd aan het Belgisch Instituut voor Postdiensten en Telecommunicatie (BIPT). In Nederland was dit aanvankelijk de OPTA, die later fuseerde met de Nederlandse Mededingingsautoriteit (NMa) en de Consumentenautoriteit tot de Autoriteit Consument en Markt.
De regulering van de 'ether' (radiotelegrafie, radiotelefonie en televisie) valt in Nederland onder het Agentschap Telecom van het ministerie van Economische Zaken en Klimaat. Voorheen was dit de taak van de PTT (in dit opzicht vooral bekend van de Radio Controle Dienst die radiopiraterij tegenging) maar de privatisering van de PTT in Nederland betekende dat het toezicht op de radiofrequenties overging naar de overheid zelf.

## Belangrijke personen
- Antonio Meucci, uitvinder telefoon
- Alexander Graham Bell, als eerste patent aangevraagd op de telefoon
- Edwin Armstrong, uitvinder frequentiemodulatie en superheterodyne radio-ontvanger;
- Claude Chappe, grondlegger van het Franse netwerk van optische telegrafen;
- Émile Baudot, uitvinder van de Baudotcode;
- Richard Hamming, uitvinder foutcorrigerende code;
- Guglielmo Marconi, uitvinder radiotelegrafie;
- Harry Nyquist, groot bijdrager aan de ontwikkeling van de informatietheorie;
- Claude Shannon, grondlegger informatietheorie;